# Михаловская, Тереса
Тереса Ядвига Михаловская, до замужества Крушевская (пол. Teresa Jadwiga Michałowska; род. 6 июля 1932 года в Хелме либо Люблине) – польский историк литературы (специалист по средневековой литературе), профессор гуманитарных наук (с 1983) и действительный член Польской академии знаний (с 1999).

## Биография и карьера
Получила высшее образование по польской филологии во Вроцлавском университете. После выпуска в 1955 году работала в Библиотеке им. Оссолиньских.
С 1961 и практически до конца исследовательской карьеры работала в Институте литературных исследований ПАН в Варшаве. Руководила исследованиями средневековой польской литературы. В 1963 году получила степень доктора наук, в 1970 году — хабилитированного доктора. В 1983 году он получил звание профессора гуманитарных наук, в должности доцента. В 1991 году стала ординарным профессором.
В 1996 году стала членом Варшавского научного общества, а в 1999 году — членом Польской академии знаний. Она также является членом научного совета Института литературных исследований Польской академии наук, Комитета по польской литературе, Литературного общества им. Адама Мицкевича, польского ПЕН-клуба и Комитета польских медиевистов.

## Награды и почётные звания
В 1995 году получила премию Фонда польской науки за монографию по истории литературы Średniowiecze (1995), раскрывающую роль польского и латинского языков в польской культуре.
В 2012 году была награждена офицерским крестом ордена Возрождения Польши «за выдающиеся достижения в научно-исследовательской работе и педагогической деятельности».

## Избранные публикации
- Między poezją a wymową. Konwencje i tradycje staropolskiej prozy nowelistycznej (1970)
- Staropolska teoria genologiczna (1974)
- Poetyka i poezja. Studia i szkice staropolskie (1982)
- Średniowiecze (1995)
- Mediaevalia i inne (1998)
- Соавтор антологии Źródła wiedzy teoretycznoliterackiej w dawnej Polsce (1999)
- Ego Gertruda (2001)
- Średniowieczna teoria literatury w Polsce. Rekonesans (2007)
- Literatura polskiego średniowiecza. Leksykon (2011)